# Großer Stadtsee
Der Große Stadtsee ist ein See in Mecklenburg-Vorpommern (Deutschland).
Der See befindet sich südlich der Stadt Penzlin. Am Ostufer liegt der Ortsteil Werder. Das Gewässer ist circa 2,6 Kilometer lang und bis zu 650 Meter breit. Die maximale Wassertiefe beträgt ca. 17 Meter. Im Mittelteil wird der See durch eine Halbinsel bei Werder in zwei Becken geteilt. Im größeren Südbecken befindet sich eine kleine Insel. Das Nordbecken besitzt auf der Ostseite eine Halbinsel, auf der Reste eines slawischen Burgwalls aus dem 10. bis 12. Jahrhundert zu sehen sind. Das Ufer des Sees ist größtenteils unbewaldet und recht hügelig. Im Süden erreichen die Höhenzüge 73,5 Meter, hier schließt sich der Kleine Stadtsee an, im Nordosten dann bis zu 78,7 Meter.
Der See ist, wie die meisten Seen Mecklenburgs, während der letzten Eisvorstöße der Weichseleiszeit entstanden.